# Aquilaria
Genre
Classification phylogénétique
Aquilaria est un genre d'arbres tropicaux, parfois buissonnants (hauts de 6 à 20 m) vivant dans le sous-étage forestier de forêts tropicales d'Asie du Sud-Est, toujours de manière dispersée et généralement à l'abri de la canopée.
Ce genre est parfois placé dans la famille des Aquilariaceae. Néanmoins, la plupart des classifications, dont la classification phylogénétique, placent ce genre parmi les Thymelaeaceae.
Les feuilles sont vert foncé, couvertes d'une cuticule cireuse brillante. Les fleurs sont discrètes (jaune pâle pour Aquilaria crassna).
Le bois vivant d'Aquilaria crassna, comme celui d’autres espèces de ce genre comme Aquilaria malaccensis et  Aquilaria sinensis, produit une résine particulière, odorante en réaction à certaines agressions physiques (blessures, feu) ou biologiques (attaques d’insectes xylophages, de bactéries et champignons).

Cette résine est dite « calambac », « gaharu, » « bois d'agar », « bois de oud », « bois d'argile », « bois d'aloès » (ou « bois de gélose » pour les scientifiques).

La poudre ou le copeau du bois malade qui produit cette résine ou l'huile essentielle qu'on en tire sont très recherchés par la médecine traditionnelle asiatique et de plus en plus pour l’industrie des cosmétiques et de papiers et d'encens parfumés.
Les Aquilaria ont été très surexploités depuis les années 1970 et sont dans les années 2000 considérés comme menacés de disparition sur l'essentiel de leur aire de répartition.

## Habitat
Différentes espèces d’Aquilaria occupent des habitats variés, toujours forestiers, mais sur divers terrains (acides, rocheux à sablonneux ou même calcaires). Des Aquilaria poussent sur des pentes, sur des plateaux et dans les vallées marécageuses ou sur les crêtes très drainées, mais généralement en dessous de 850 m d'altitude (jusqu'à 1 000 m si la température ne descend pas sous 20-22 °C).

Leur habitat est en recul rapide face à l’agriculture, à l’exploitation forestière, à la sylviculture, et aux feux, notamment à Sumatra et Bornéo.

## Reproduction
Les graines ne sont dispersées qu’à quelques mètres de l’arbre adulte. Certaines pourraient dans la nature être dispersées par des animaux non encore identifiés. Plus de 50 % des graines germent en pépinière.

## Identification
Remarque préalable : il est possible que tous les Aquilaria ne soient pas encore connus.
Le genre Aquilaria regroupait en 2003 au moins quinze espèces morphologiquement très proches les unes des autres, qui ne peuvent être différentiée entre elles et d’autres espèces du genre proche Gyrinops que par l’observation de détails des caractères floraux, ce qui demande les compétences d'un expert.
De plus, la nomenclature des espèces commercialisées en est peu claire.
Par exemple, selon un rapport fait pour la CITES ; Aquilaria agollocha exploité au Bangladesh et au Myanmar est parfois vendu comme Aquilaria malaccensi, qui est lui exploité au Brunéi Darussalam et confondu avec Aquilaria beccariana, lequel est confirmée comme étant Aquilaria audate.

Par ailleurs, comme presque toutes les espèces de Gyrinops sont exploitées en étant souvent confondues avec les aquilarias, ce commerce menace ces deux genres à la fois.
Des recherches sur l’ADN conduites par l’Herbier national des Pays-Bas devraient bientôt faciliter l’identification des arbres et de leurs produits végétaux, ce qui est notamment nécessaire pour les banques de semences qui se constituent, mais la reconnaissance ADN restera un certain temps coûteuse et/ou peu accessible pour les pays et régions où ces arbres poussent.

## Menaces
Les Aquilaria sont confrontés à une double menace de déforestation et de surexploitation.
Le commerce des sous-produits de cet arbre est pluriséculaire en Inde et en Asie du Sud-Est, mais il s’est accru récemment, et s'est déplacé vers la Nouvelle-Guinée, la Malaisie, la Nouvelle-Guinée occidentale et diverses îles d’Indonésie (Lombok, Sumbawa, Florès, Sumba, Sulawesi, Moluques...), entrainant une surexploitation de cet arbre dans presque toute son aire de répartition. Il est considéré comme éteint dans de nombreuses régions et comme menacé ou quasi-éteint dans plusieurs pays ; notamment en (Malaisie ou au Sarawak et au Sabah les arbres disparaissent rapidement. Au Sabah, même des arbres non infectés ne produisant pas de gaharu sont coupés et vendus. Ces espèces ont disparu ou presque dans plusieurs régions d'Indonésie, de Thaïlande et du Myanmar) encourageant les récolteurs à récolter jusque dans les aires protégées. Cet arbre fait l’objet d'un commerce illégal qui rendent le commerce du bois de gélose vulnérable du point de vue du développement durable.
Des Aquilaria sont illégalement exploités dans plusieurs parcs nationaux du Kalimantan (Bukit Baka, Gunung Palung, Betung Kerihun, dans les réserves naturelles de Mandor et Gunung Niut Et à Gunung Palung, Gunung Niut et Mandor, ces espèces ont presque disparu uniquement à cause de l’exploitation forestière illégale, ainsi que de l’orpaillage illégal.
Bien qu’il n’y ait pas de chiffres officiels, et moins encore sur le commerce illégal, la CITES relève comme indice préoccupant qu'alors que la prospection n'a cessé d'augmenter, les ventes connues de bois d'agar ont chuté de plus de 300 t en 1997, que le chiffre des exportations indonésiennes d’Aquilaria filaria est tombé à 125 t. et que depuis 2003, le quota indonésien de cette espèce est stabilisé à 125 t, ce qui peut s’expliquer par la raréfaction des arbres.
C’est pourquoi l’espèce, en raison de sa valeur commerciale, et peut-être médicamenteuse, a été retenue comme prioritaire lors d’un atelier de travail de la FAO sur les ressources génétiques forestières d'Asie du Sud-Est pour les forêts du Laos, Cambodge, Thaïlande et Vietnam où cette espèce est encore présente et depuis peu cultivée.
La CITES s'inquiète aussi du fait qu’alors qu’autrefois on n'abattait que des arbres produisant du bois d’agar, c’est-à-dire infectés par des champignons et bactéries, aujourd'hui on coupe aussi des arbres sains pour vendre le bois en poudre ou copeaux.

## Velléités de protection
L'UICN et la CITES, à la demande de l’Indonésie réfléchissent à une protection de cette essence par son inscription sur la liste II de la CITES, alors que huit espèces d'Aquilarias sont déjà sur la liste rouge des espèces menacées de l'UICN (plus une espèce dans la catégorie « données insuffisantes »). Le comité pour les plantes de la CITES a recommandé une évaluation de toutes les espèces produisant du bois de gélose.
Le programme Asia Pacific Forest Genetic Resources Programme (Apforgen) a également considéré cette espèce comme prioritaire, pour le Cambodge notamment.

## Production du calambac (ou bois d’agar, bois de gélose, gaharu, agarwood, aloaewood...)
Il existerait au moins une vingtaine d'espèces d'Aquilarias produisant du calambac, mais le plus précieux est réputé fourni par Aquilaria crassna lorsqu’il est infecté par certains champignons et/ou bactéries.
Des plantations de diverses espèces et sous-espèces d'Aquilarias (et de Gyrinops versteegii) sont testées notamment en Indonésie, au Viet Nam, et au Cambodge, avec des densités atteignant 1 000 pieds par ha, exploités dès quatre à sept ans. La graine pousse facilement, mais selon la CITES, l’inoculation artificielle de champignons par différents types de blessures provoquées, visant à susciter le bois d’agar, n’a donné que de médiocres résultats. Cat Tiên, Trân Van Quyê, forestier devenu planteur d’Aquilaria au Vietnam, signale que la larve d'un insecte phytophage (Bù xè en vietnamien) en se développant dans le du tronc d’Aquilaria crassna est source d’un calambac d'une plus grande qualité.
Les Aquilaria produisant le calambacs sont commercialement classés en huit catégories, mais ces catégories n'ont aucun rapport avec l'espèce ayant fourni le bois de gélose ; elles décrivent uniquement la qualité de ce « bois », sauf en Inde et à Dubaï où une nomenclature différente existe.

Le bois est vendu sous forme de copeaux, poudre (poussière), huile ou produit d’encens/parfum.

Le calambac le plus cher est le plus dense (il coule à pic dans l’eau).

## Commerce et quantités
Les données sont incomplètes, notamment en raison de l'illégalité d'une partie du commerce. Mais un calambac de qualité se vendait de 6 000 à 6 500 US$ le kilogramme et son essence parfumée de 7 000 à 7 500 US$ le litre vers 2003.
Le Vietnam, le Laos et le Cambodge en sont de gros exportateurs, derrière l’Indonésie devenue le 1er exportateur de bois d’agar (300 t/an en moyenne de 1997 à 2000 selon les registres pour le bois d’agar (y compris d’A. filaria), mais depuis 2001, malgré la hausse des demandes, l’exportation légale a diminué jusqu’à la moitié (environ 150 t en 2003). L’Indonésie signale des contrebandes aux zones frontalières (est, Kalimantan central et oriental, Sumatra, Nouvelle-Guinée occidentale), avec plusieurs filières interceptées dans les ports de Djakarta et Surabaya. Le Brunéi Darusallam a signalé des trafics illicites de plusieurs espèces d’Aquilaria poussant au Brunéi Darusallam. Singapour est selon la CITES le plus grand réexportateur du bois d’agar d’Indonésie.
Les acheteurs sont surtout le Japon, Taïwan, Corée du Sud, la France et le Moyen-Orient (Arabie saoudite et Émirats arabes unis). Certaines sources estiment les besoins mondiaux à 1 000 t/an (en 2007). Le Vietnam en fournit officiellement 80 t/an au maximum, mais l’arbre sauvage y est en rapide et important déclin depuis les années 1990.
L’Indonésie, a mis en place des quotas d’exportation, pour Aquilaria malaccensis (Aquilaria hirta, Aquilaria beccariana et Aquilaria microcarpa) venant de l’Ouest du pays, et pour Aquilaria cumingiana et Aquilaria audate (et Gyrinops versteegii) dans l’Est du pays, mais les contrôles sont difficiles et le pays est réputé touché par la corruption, notamment en matière de produits forestiers.

## Vertus médicinales
On attribue au bois de gélose diverses vertus, contre les maux de ventre, certaines maladies cardio-vasculaires, les neuropathies ou encore contre les nausées et l'asthme. Son huile est réputée éloigner les insectes. Les musulmans parfument volontiers leurs bains avec cette essence lors du Ramadan.

## Espèces
cf: "The Plant List" 3 avril 2013 :

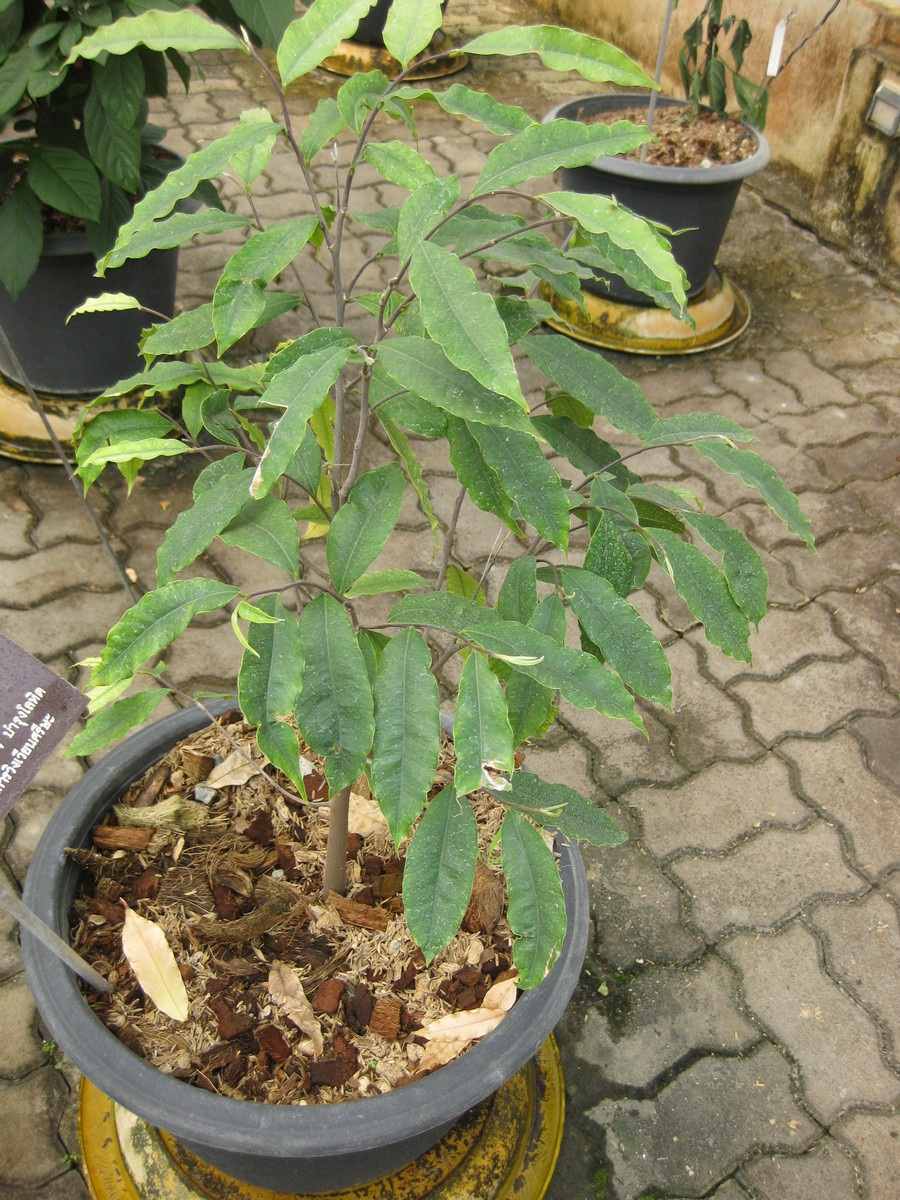
Jeune plant dAquilaria rugosa en pot, Jardin botanique de la reine Sirikit, Thaïlande

- Aquilaria apiculata Merr., 1922 qui pousse à Mindanao (Province de Bukidnon) en forêt sèche et moussue, à 1100-1800 m d’altitude.
- Aquilaria baillonii Pierre ex Lecomte & Leandri , 1949, On le trouve au Cambodge.
- Aquilaria banaense P. H. Ho , 1986, au Viet Nam.
- Aquilaria beccariana Tiegh., 1893, présent de la Malaisie péninsulaire à Sumatra dans les forêts primaires des basses terres jusqu’à 825 m et plus rarement en forêt marécageuse (assez commun à Bornéo).
- Aquilaria brachyantha (Merr.) Hallier f., 1922 , à Luçon: Province de Cagayan, en forêt primaire, mais à faible altitude.
- Aquilaria citrinacarpa (Elmer) Hallier f., 1922 , qui pousse à Mindanao sur les sols humides compactés de crêtes boisées, à 1300 m d’altitude.
- Aquilaria crassna Pierre ex Lecomte, 1915, qu'on trouve dans l'ancienne Cochinchine et au Cambodge.
- Aquilaria cumingiana ( Decne.) Hallier f., 1922, dans les forêts primaires de basses et moyennes altitudes au sud de Bornéo (région de Sampit), Philippines (fréquent) et dans les îles Moluques (Morotai et Halmahera)
- Aquilaria decemcostata Hallier f., 1922
- Aquilaria filaria (Oken ) Merr., 1950, qui pousse aux Philippines, îles Moluques, Nouvelle-Guinée occidentale, des forêts de plaine aux versants (jusqu’à 130 m d’altitude).
- Aquilaria hirta Ridl. , 1901, On le trouve dans la péninsule Malaise (Terengganu, Pahang, Johore), Singapour, Est de Sumatra (Senamaninik), îles Riau et îles Lingga, sur les versants jusqu'à 300 m d’altitude.
- Aquilaria khasiana Hallier f., 1922, en Inde (Khasia).
- Aquilaria malaccensis, Lam., 1783, synonyms A. agallocha and A. secundaria[20], notamment exploité au Brunéi Darussalam.
- Aquilaria microcarpa, Baill., 1875, présent en Malaisie péninsulaire, Sumatra (Sijunjung, Palembang et Lampung), Belitung, Bangka et toute l’île de Bornéo, en forêts de plaine et jusqu’à 200 m d’altitude.
- Aquilaria parvifolia (Quisumb.) Ding Hou , 1960, connu à Luçon, sur les pentes boisées, à 1000 m d’altitude.
- Aquilaria rostrata Ridl. , 1924, qui croît en Malaisie péninsulaire (Pahang, Gunung Tahan)
- Aquilaria rugosa K.Le-Cong & Kessler , 2005
- Aquilaria sinensis (Lour.) Spreng. , 1825 en Chine.
- Aquilaria subintegra Ding Hou , 1964 (Thaïlande).
- Aquilaria urdanetensis (Elmer) Hallier f., 1922, qui pousse à Mindanao, sur le Mont Urdaneta, dans la forêt moussue, sur les crêtes exposées, à 1700 m d’altitude.
- Aquilaria yunnanensis S. C. Huang , 1985, en Chine.

## Espèces aux noms synonymes, obsolètes et leurs taxons de référence
Selon "The Plant List" 3 avril 2013
- Aquilaria acuminata (Merr.) Quisumb. = Aquilaria filaria (Oken ) Merr.
- Aquilaria agallocha Roxb. = Aquilaria malaccensis, Lam. , exploité au Bangladesh et au Myanmar
- Aquilaria agallocha Roxb. ex DC. = Aquilaria malaccensis, Lam.
- Aquilaria agallochum (Lour.) Roxb. ex Finl = Aquilaria malaccensis, Lam.
- Aquilaria borneensis (Tiegh.) Gilg = Aquilaria microcarpa, Baill.
- Aquilaria caudata (Gilg) Hallier f. = Gyrinops caudata (Gilg) Domke , 1932
- Aquilaria chinensis Spreng. = Aquilaria sinensis (Lour.) Spreng.
- Aquilaria crassna Pierre = Aquilaria crassna Pierre ex Lecomte
- Aquilaria cumingiana (Decne.) Ridl. = Aquilaria cumingiana ( Decne.) Hallier f.
- Aquilaria cumingiana var. parvifolia Airy Shaw = Aquilaria beccariana Tiegh.
- Aquilaria grandiflora Benth. = Aquilaria sinensis (Lour.) Spreng. en Chine.
- Aquilaria grandifolia Domke = Aquilaria beccariana Tiegh.
- Aquilaria malaccensis Benth. [Illegitime] = Aquilaria sinensis (Lour.) Spreng.
- Aquilaria moluccana (Miq.) Hallier f. = Gyrinops moluccana ( Miq.) Baill. , 1875
- Aquilaria moluccensis Oken = Aquilaria malaccensis, Lam.
- Aquilaria moszkowskii Gilg = Aquilaria hirta Ridl. à Sumatra.
- Aquilaria ophispermum Poir. = Aquilaria sinensis (Lour.) Spreng.
- Aquilaria ovata Cav. = Aquilaria malaccensis, Lam.
- Aquilaria pubescens (Elmer) Hallier f. = Aquilaria cumingiana ( Decne.) Hallier f.
- Aquilaria secundaria Rumph. ex DC. = Aquilaria malaccensis, Lam.
- Aquilaria sinensis (Lour.) Merr. 	= Aquilaria sinensis (Lour.) Spreng.
- Aquilaria sinensis (Lour.) Gilg 	= Aquilaria sinensis (Lour.) Spreng.
- Aquilaria tomentosa Gilg = Aquilaria filaria (Oken ) Merr. , (Nouvelle-Guinée).
- Aquilaria versteegii (Gilg) Hallier f. = Gyrinops versteegii (Gilg) Domke , 1932
- Aquilaria walla Hallier f. = Gyrinops versteegii (Gilg) Domke , 1932

## Espèces au statut non résolu
Selon "The Plant List" 3 avril 2013
- Aquilaria bancana Miq.
- Aquilaria macrophylla Miq.
- Aquilaria pentandra Blanco, 1837
- Aquilaria podocarpa (Gilg) Hallier f.

- Aquilaria audate ??
- Aquilaria secundana D.C., dans les Moluques. ??

### Remarques
- Des espèces proches, du genre Gyrinops peuvent être confondues avec Aquilaria (liste non exhaustive) :
  - Gyrinops audate (Gilg) Domke - Nouvelle-Guinée (Sidai, Mont Arfak), en forêt primaire basse, à 5-20 m d’altitude)
  - Gyrinops decipiens Ding Hou - centre de Sulawesi (Wavatoli, Palarahi), dans la forêt ombrophile moyenenment basse à 100 m d’altitude.
  - Gyrinops ledermanii Domke - Nouvelle-Guinée (Sepik R., Mt. Pfingst), sur les pentes dans la forêt vierge, au pied des montagnes, à 0-200 m d’altitude.
  - Gyrinops moluccana (Miq.) Baill. - Buru and Halmahera, dans la forêt ombrophile.
  - Gyrinops podocarpus (Gilg.) Domke - Nouvelle-Guinée occidentale (Ramoi, Sorong, Monep, Idenburg), dans la forêt primaire, des plaines jusqu’à 750 m d’altitude.
  - Gyrinops salicifolia Ridl. - Nouvelle-Guinée occidentale (Utakwa, Nabire), aux franges de la forêt ombrophile, à 300 m d’altitude.
  - Gyrinops versteegii (Gilg.) Domke - petites îles de la Sonde (Lombok, Sumbawa, Florès, Sumba) ; nord de Celèbes (Minahasa) et Nouvelle-Guinée occidentale (répartition dispersée dans les plaines et jusqu’à 900 m d’altitude).

- Le genre Gyrinops est un genre valide, à ne pas confondre avec le genre Gyrinopsis qui, lui, ne l'est plus et est synonyme de Aquilaria.